# Muurahaisenluoto
Muurahaisenluoto är en ö i Finland. Den ligger i sjön Ruotsalainen och i kommunen Heinola i den ekonomiska regionen  Lahtis ekonomiska region  och landskapet Päijänne-Tavastland, i den södra delen av landet, 130 km norr om huvudstaden Helsingfors. Öns största längd är 60 meter i öst-västlig riktning.

## Klimat
Trakten ingår i den boreala klimatzonen. Årsmedeltemperaturen i trakten är 1 °C. Den varmaste månaden är juli, då medeltemperaturen är 16 °C, och den kallaste är januari, med −14 °C.